# Château de Stains
Le château de Stains est un ancien château détruit pendant la Guerre franco-allemande de 1870 lors du bombardement de Stains le 12 octobre 1870.
Entouré d'un parc avec des dépendances, le domaine occupait l'emplacement actuel de la cité-jardin. D'après le cadastre napoléonien, le château était sur l'actuelle place Marcel-Pointet.
Ce château ne doit pas être confondu avec le château de la Motte dont la présence est attestée depuis 1361. Du château de la Motte a été conservé le portail d'entrée de style rocaille. La Médiathèque Louis-Aragon a été construite sur l'emplacement de cet ancien château, en 2018.

## Historique
Cette terre fut acquise par la famille de Harlay en 1598, et appartint ensuite à Claude Coquille. En 1714, Toussaint Bellanger qui vient d'acquérir la seigneurie, charge Armand Claude Mollet, (architecte du palais de l'Élysée) d'édifier un nouveau château à Stains. Il appartient plus tard à Pierre-Laurent Hainguerlot, homme d'affaires enrichi sous le Directoire et également propriétaire du château de Villandry, puis à son gendre Alphée Bourdon de Vatry. L'architecte Louis-Martin Berthault y participe à des travaux.
Le château est très endommagé en 1870. En 1883, la Ville vote l'acquisition des anciennes écuries qui deviendront plus tard l'hôtel de ville de Stains. Au début du XXe siècle, l'Office public d'habitations à bon marché de la Seine acquiert le terrain de 28 hectares. Sous la direction d'Henri Sellier, le terrain deviendra la cité-jardin de Stains construite par Eugène Gonnot et Georges Albenque pour loger les ouvriers et les classes moyennes.

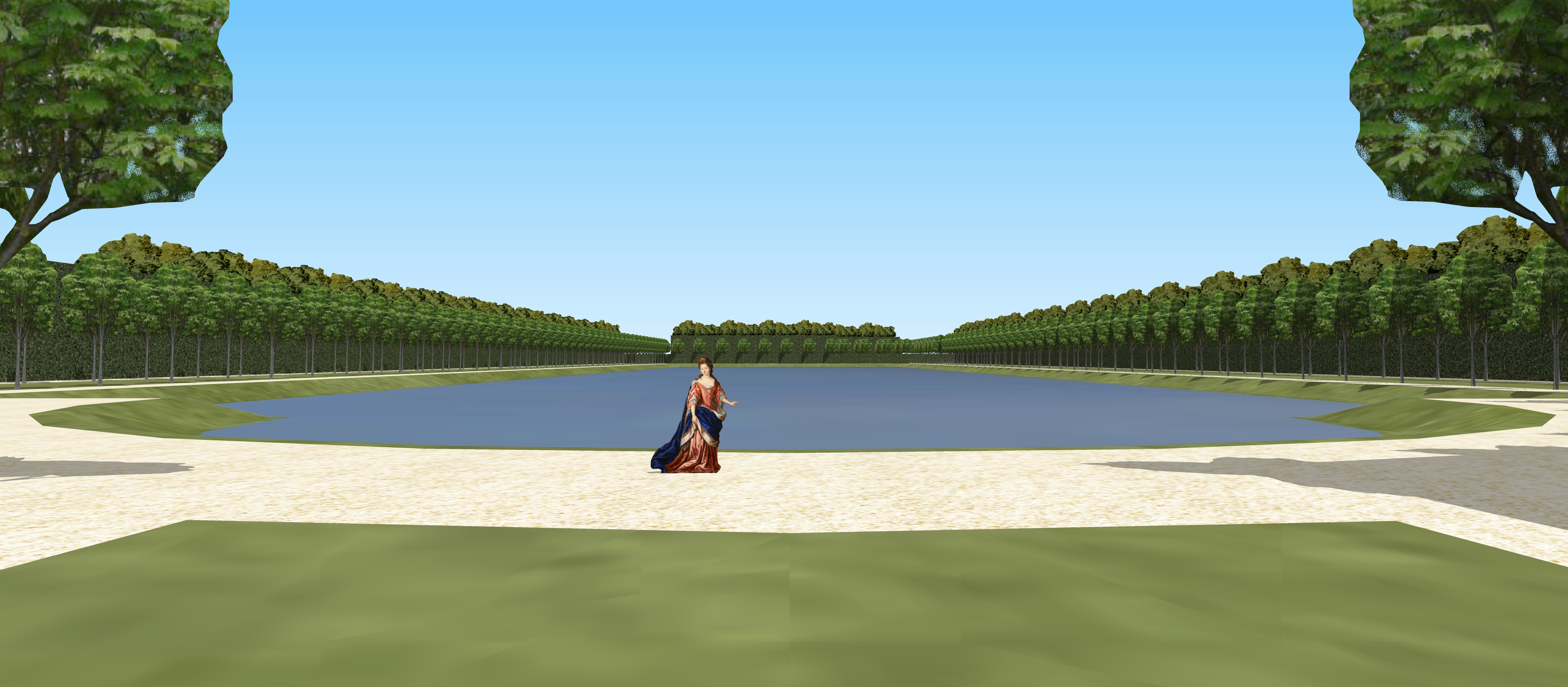
Vue simulée du canal de Stains au XVIIIe siècle
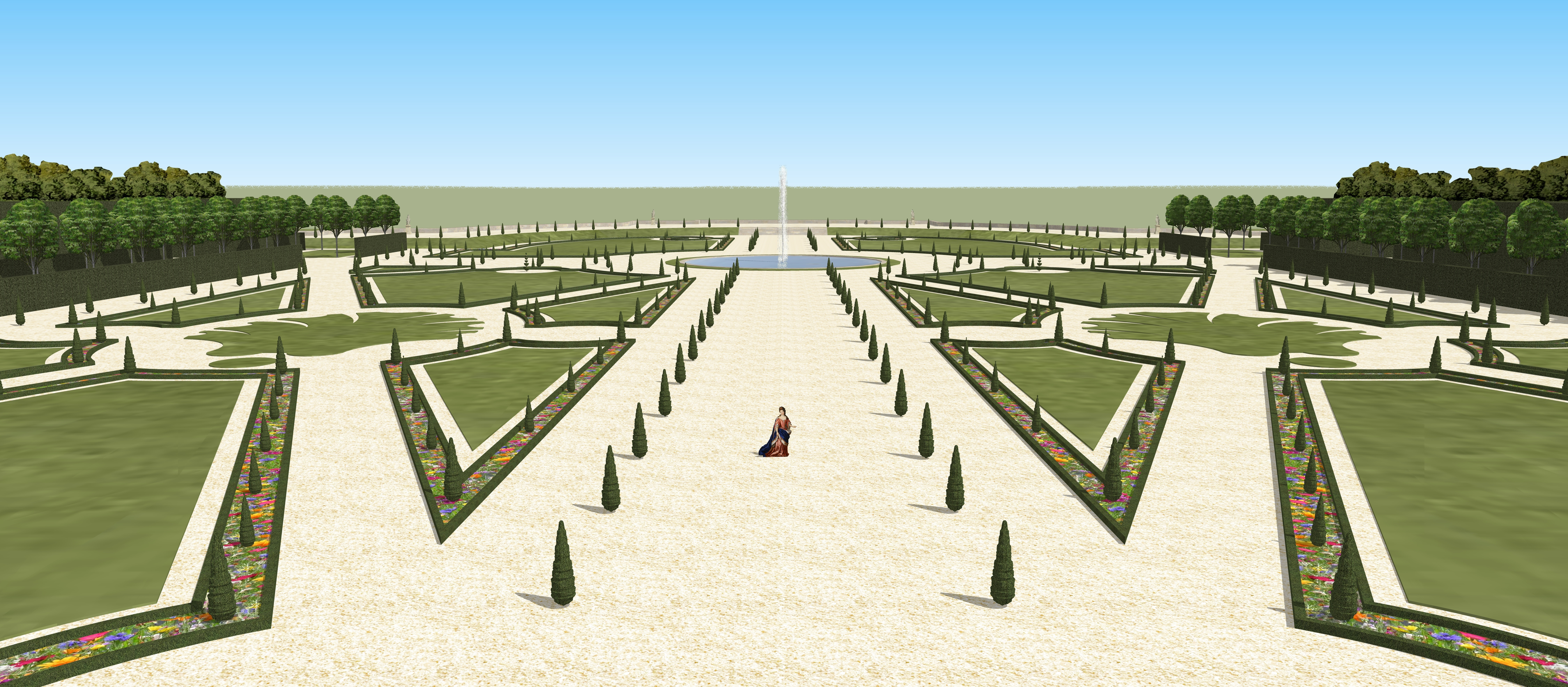
Vue simulée du parterre depuis le premier étage du château. XVIIIe siècle.

## Description
Les seuls éléments restants du château et de ses communs sont les anciennes écuries, qui accueillent aujourd'hui l'hôtel de ville.

## Pour approfondir
- Bruno Virey, Dans l'entourage de Madame de Vatry 1802-1881 (Châlon-sur-Saône, chez l'auteur, 1992).